# محمد عفش
محمد عفش (انگلیسی: Mohammad Afash؛ زادهٔ ۳۱ اکتبر ۱۹۶۶) یک ورزشکار اهل سوریه است.
از باشگاه‌هایی که در آن بازی کرده‌است می‌توان به باشگاه فوتبال الاتحاد سوریه و تیم ملی فوتبال سوریه اشاره کرد.
وی همچنین در تیم ملی فوتبال سوریه بازی کرده است.